# Niederschönenfeld
Niederschönenfeld település Németországban, azon belül Bajorországban. Lakosainak száma 1508 fő (2023. december 31.). Niederschönenfeld Rain és Genderkingen községekkel határos.

## Népesség
A település népessége az elmúlt években az alábbi módon változott:
| Lakosok száma | 299  | 751  | 561  | 1074 | 1370 | 1354 | 1393 | 1436 | 1490 | 1508 |
|               | 1875 | 1950 | 1975 | 1987 | 2012 | 2014 | 2016 | 2017 | 2021 | 2023 |